# Ray Nagin
Clarence Ray Nagin, Jr., né le 11 juin 1956 à La Nouvelle-Orléans, est un homme politique américain, membre du Parti démocrate. Il est maire de La Nouvelle-Orléans, en Louisiane, de mai 2002 à mai 2010.

## Biographie

### Famille et études
Ray Nagin est né en 1956 dans une famille modeste de La Nouvelle-Orléans. Son père prend deux emplois pour lui payer des études qui seront brillantes. En 1978, il est diplômé en économie de l'université Tuskegee, en Alabama, et en 1994 d'un MBA de l'université Tulane.
Il se marie à Seletha Smith ; le couple a trois enfants.

### Républicain et démocrate
Ray Nagin est un homme d'affaires qui réussit. Quand il reprend la direction du réseau de télévision câblé régional, Cox Communications, la société est virtuellement en faillite. Il effectue des économies drastiques, licencie, modernise et finalement aboutit au doublement du nombre d'abonnés.
Désormais millionnaire, ce membre et donateur du Parti républicain peut s'investir plus activement en politique.
Ni noir ni blanc, mais métis et conservateur, il contribue financièrement souvent aux campagnes électorales des candidats du Parti républicain (il contribue à la campagne de George W. Bush en 2000) ainsi qu'à celle du sénateur démocrate conservateur John Breaux.
En 2002, il montre son intérêt pour le poste de maire de La Nouvelle-Orléans. C'est pourquoi, en février, il quitte le parti républicain pour s'inscrire au Parti démocrate afin d'augmenter ses chances dans une agglomération acquise aux démocrates.
Lors des élections primaires, il est perçu comme un candidat réformiste. Son programme consiste simplement à relancer l'économie, créer des emplois, réduire la criminalité et mettre fin à la corruption. Il arrive alors en tête des candidats démocrates avec 29 % des suffrages.
En mai 2002, il est élu maire avec 59 % des voix contre le démocrate Richard Pennington, ancien chef de la police. Il succède ainsi à Marc Morial.
Peu de temps après avoir été élu, il lance une vaste campagne anti-corruption à l'intérieur de l'administration de la ville, qui aboutit à l'inculpation d'une centaine de fonctionnaires municipaux impliqués dans un système de pots-de-vin.
Quant aux autres promesses électorales, elles restent des vœux pieux. La criminalité ne baisse pas et la police est toujours accusée d'incompétence et de corruption. Les écoles de la ville restent parmi les plus mauvaises du pays alors que le taux de chômage est à des niveaux records dans les quartiers déshérités.
En 2003, Ray Nagin provoque la réprobation de son parti quand il apporte son soutien politique au républicain Bobby Jindal, alors candidat au poste de gouverneur de Louisiane contre la démocrate Kathleen Blanco. En 2004, il apporte avec réticence son soutien à John Kerry lors de l'élection présidentielle.

## L'impact de l'ouragan Katrina

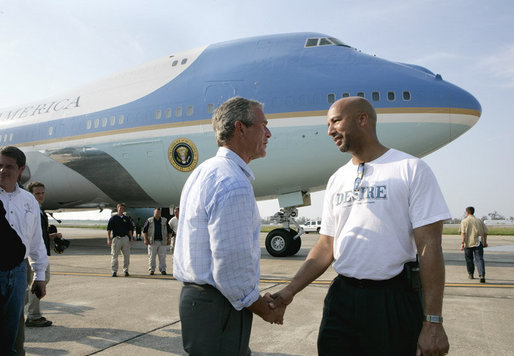
George Bush et Ray Nagin le 2 septembre 2005.

Ray Nagin est en fonction en août 2005 lors du passage du cyclone Katrina, qui dévaste La Nouvelle-Orléans, le Mississippi et l'Alabama. Plusieurs erreurs de gestion lui sont alors reprochées. Ainsi, l'avant-veille de l'ouragan, même si l'évacuation de la ville a été ordonnée, il décline l'offre de la compagnie ferroviaire Amtrak d'utiliser ses trains pour emmener les personnes n'ayant pas de voiture. Il n'utilise pas non plus les 350 bus scolaires qu'il a à sa disposition pour évacuer les habitants sans voiture, les infirmes et les vieillards. Selon Kathleen Blanco, gouverneur de l'État, « ces bus auraient pu sauver 20 000 personnes s'ils avaient été utilisés pour des évacuations d'urgence ». Au lieu de cela, ces bus seront finalement inondés et perdus lors du passage de l'ouragan. Quant à la police de la ville, elle sera incapable d'assurer un minimum de sécurité dans la ville ou dans les endroits où les réfugiés étaient massés.
Devant les ravages, les inondations, les destructions et les centaines de morts occasionnés, Ray Nagin reprochera au gouvernement fédéral son inertie. Le 2 septembre 2005, il exhorte le gouverneur et le président à suspendre leurs « foutues conférences de presse », ajoutant : « Qu'ils mettent leur cul dans un avion, tous les deux, et qu'ils viennent voir immédiatement ».
Il remerciera cependant le président George W. Bush pour lui avoir permis de prendre une douche à bord d'Air Force One[réf. nécessaire].
Enfin, il est reproché à Ray Nagin d'avoir exagéré le nombre de morts, annoncé à plus de 10 000.
Le 20 mai 2006, il est réélu maire pour un mandat de quatre ans, avec 52 % des voix face au lieutenant-gouverneur adjoint de Louisiane Mitch Landrieu.

## Condamnation pour corruption
En juillet 2014 il est condamné à dix ans de prison dans le cadre d’une enquête fédérale ouverte après le passage de l'ouragan. Il doit aussi, dans le même jugement, restituer 84 000 dollars à l'État américain. Quinze à vingt ans de prison sont requis contre lui. Il lui est reproché d'avoir reçu des pots-de-vin d'entreprises qui souhaitaient décrocher des contrats pour la reconstruction de la ville. L'équivalent de 500 000 dollars auraient été perçus en argent liquide et en voyages et l'entreprise de granit appartenant à la famille de Ray Nagin aurait servi à blanchir les fonds.